# Донская речь
«Донска́я речь» — российское издательство, основанное в январе 1903 года ростовским предпринимателем Н. Е. Парамоновым. Было закрыто в 1907 году.
Издательство выпускало большим тиражом недорогие книги русской классики и современных писателей. Во время Первой русской революции начало публиковать литературу общественно-политического направления, популярные брошюры, листовки либеральной и социалистической направленности, книги по истории освободительного движения в России.
Издательство владело своей типографией в Ростове-на-Дону, однако после 1905 года оно не могло справиться с увеличившимися тиражами, и Н. Е. Парамонов перенёс большую их часть в Санкт-Петербург. Всего в 1903—1907 годах было выпущено более 600 изданий. Склады издательства, кроме Ростова, находились в обеих столицах и в нескольких провинциальных городах. Несмотря на низкую цену изданий за счёт больших тиражей обеспечивалась безубыточность предприятия.
По количеству изданий и тиражам «Донская речь» быстро заняла лидирующие позиции среди провинциальных издательств. Успех издательства был обеспечен подбором авторов, среди которых были Л. Толстой, Л. Андреев, И. Бунин, В. Вересаев, В. Короленко, А. Куприн, Д. Мамин-Сибиряк, А. Серафимович, К. Станюкович, Г. Успенский. Печатались и переводы зарубежных произведений, как правило, описывающих революционные события, рабочее движение, стачки и т.д.
До 1905 года Парамонов также выпускал газету «Донская речь», которая была очень популярна. С 1905 года издательство стало выпускать листовки и переиздавать народнические брошюры 1870—1880-х годов.
Под маркой «Донской речи» издавалась серия «Русская историческая библиотека», где увидели свет биографии А. Д. Михайлова, А. И. Желябова, С. Л. Перовской, П. И. Пестеля. В этой же серии вышли три тома работы В. Я. Богучарского «Государственные преступления в России в XIX веке», посвящённой политическим процессам в России с 1825 по 1877 год. В 1906 году были переизданы исторические сборники «Былое», раннее напечатанные В. Л. Бурцевым в Лондоне.
В январе 1905 года Н. Е. Парамонов фиктивно продал издательство своему сотруднику А. Н. Сурату. Часть книг стала выходить под маркой «Книгоиздательская фирма А. Н. Сурат» и «Книгоиздательство „К свету“», но фактически они выпускались той же организацией.
Политическая направленности публикаций «Донской речи» привела к реакции властей. Часть изданий были запрещены цензурой, а некоторые книги, ранее разрешённые к опубликованию, были затем арестованы и уничтожались. Склады и типографии издательства опечатывались до особого распоряжения, работа издательства неоднократно приостанавливалась. В середине 1907 года издательство было закрыто, а против Н. Е. Парамонова и А. Н. Сурата возбуждено уголовное дело. В 1911 году Парамонов был приговорён к заключению в крепости, но был освобождён от наказания по амнистии.
В 1917 году после Февральской революции Н. Е. Парамонов объявил о возобновлении издательства в Санкт-Петербурге, но фактически оно так и не начало работать.